# Якобсен, Астрид
А́стрид Уренхолльт Я́кобсен (норв. Astrid Uhrenholdt Jacobsen; род. 22 января 1987, Тронхейм) — норвежская лыжница, олимпийская чемпионка 2018 года в эстафете, трёхкратная чемпионка мира, победительница этапов Кубка мира. Являлась универсалом, успешно выступала как в спринтерских, так и дистанционных гонках. Также выступала как бегунья на короткие, средние и длинные дистанции в лёгкой атлетике.
Член комиссии спортсменов МОК с 2021 года.

## Спортивная карьера

### Лыжные гонки

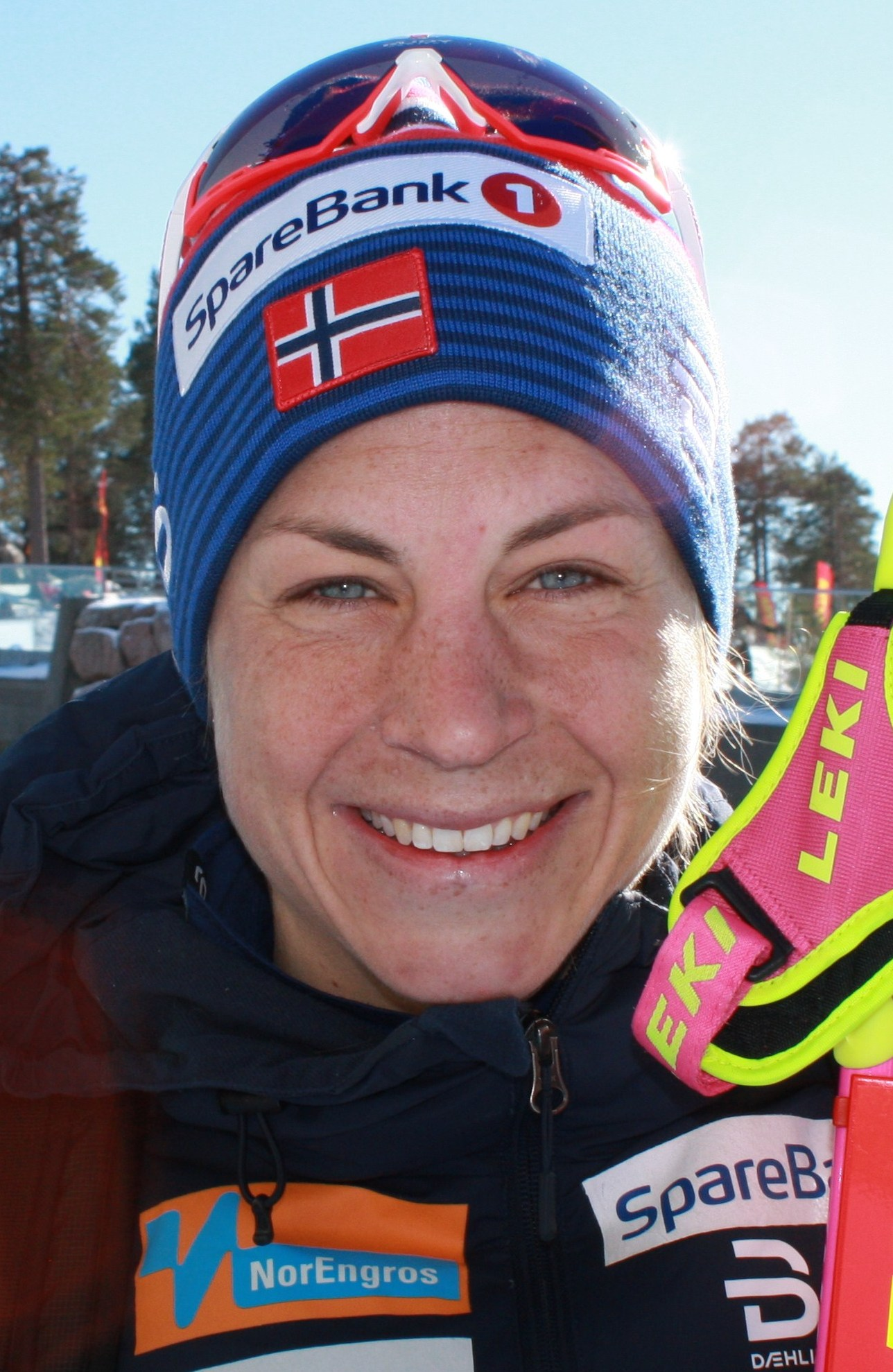
2019 год

Якобсен принимала участие в семи чемпионатах мира. На дебютном чемпионате мира 2007 года в Саппоро она завоевал сразу 3 медали: золото в личном спринте и 2 бронзы в командном спринте и эстафете. В 2011 году она вновь стала 3-й в командном спринте (вместе Майкен Касперсен Фалла). На чемпионате 2015 года завоевала золото в эстафете и серебро в скиатлоне.
Трижды принимала участие в Олимпийских играх. На Олимпиаде-2010 в Ванкувере, приняла участие в двух гонках: спринт — 7-е место, командный спринт — 5-е место. В олимпийском Сочи-2014 остановилась в шаге от медали, заняв 4-е место в личном спринте. Спустя четыре года приняла участие на своей третьей Олимпиаде. Она вошла в состав сборной в женской эстафете, которую норвежки выиграли, и Астрид впервые в карьере стала олимпийской чемпионкой.
В Кубке мира Якобсен дебютировала в 2005 году, в ноябре 2007 года одержала свою первую победу на этапе Кубка мира в эстафете. Лучшим достижением Якобсен в общем итоговом зачёте Кубка мира является 2-е место в сезоне 2007/08.
Последний раз выходила на старт этапа Кубка мира 7 марта 2020 года в Осло, где заняла 16-е место в гонке на 30 км. 22 апреля 2020 года объявила о завершении карьеры.

### Лёгкая атлетика
Астрид неоднократно принимала участие в чемпионатах Норвегии по лёгкой атлетике на различных беговых дистанциях и завоёвывала медали. Например, на чемпионате страны 2013 года завоевала бронзовую медаль в беге на 5000 метров. В 2015 году стала обладательницей национальной награды Egebergs Ærespris, вручаемой спортсменам, преуспевшим в двух разных видах спорта.

## Результаты

### Олимпийские игры
| Олимпийские игры | Спринт | Командный спринт | 10 км раздельный старт | 7,5+7,5 км скиатлон | 30 км масс-старт | Эстафета |
| ---------------- | ------ | ---------------- | ---------------------- | ------------------- | ---------------- | -------- |
| 2010 Ванкувер    | 7      | —                | —                      | —                   | —                | —        |
| 2014 Сочи        | 4      | —                | 17                     | —                   | —                | 5        |
| 2018 Пхёнчхан    | —      | —                | —                      | —                   | —                | 1        |

### Чемпионаты мира по лыжным видам спорта
| Чемпионат мира      | Спринт | Командный спринт | 10 км раздельный старт | 7,5+7,5 км скиатлон | 30 км масс-старт | Эстафета |
| ------------------- | ------ | ---------------- | ---------------------- | ------------------- | ---------------- | -------- |
| 2007 Саппоро        | 1      | 3                | —                      | —                   | —                | 3        |
| 2009 Либерец        | 34     | 5                | 20                     | 36                  | —                | —        |
| 2011 Осло           | 9      | 3                | —                      | —                   | —                | —        |
| 2013 Валь-ди-Фьемме | 16     | —                | —                      | 9                   | —                | —        |
| 2015 Фалун          | —      | —                | 33                     | 2                   | —                | 1        |
| 2017 Лахти          | —      | —                | 3                      | 8                   | 3                | 1        |
| 2019 Зефельд        | —      | —                | 10                     | 4                   | 12               | 2        |